# 東村山市立東村山第七中学校
東村山市立東村山第七中学校（ひがしむらやましりつ ひがしむらやまだいななちゅうがっこう）は、東京都東村山市にある公立中学校。

## 立地
東村山第七中学校の隣には東村山浄水場がある。また鷹の道(鷹の街道)を挟んで日機装東村山製作所や興和東京創薬研究所などがある。

## 歴史
昭和59年4月1日　東村山市の生徒増に伴い、過大校の解消のために東村山市の七番目の中学校として、設立された。
昭和59年7月13日　プールが完成。
昭和59年8月6日　校章制定。
昭和59年10月23日　校旗が完成した。
昭和60年3月1日　体育館が落成。4月2日にテニスコートが完成した。
昭和61年3月8日　校歌が完成し、3月17日に校歌発表会が行われた。
平成15年10月14日　学校給食が開始。
平成18年4月　数学少人数制授業が導入された。
平成26年10月　トイレ大規模改修工事が開始。
平成27年2月28日　トイレ大規模改修工事完了。
平成31年4月1日　特別支援教室「ＡＲＣＨ」開設。
令和2年10月1日　体育館空調機設置工事竣工。

## 一年間での主な行事

### 全校行事
- 運動会
- 合唱コンクール
- 生徒総会(前期･後期)
- 入学式
- 卒業式
- 定期考査(Ⅰ.Ⅱ.Ⅲ)
- 学習発表会

### 第一学年
- 校外学習(昭和記念公園・飯盒炊爨・職場訪問)
- スキー教室
- 音楽鑑賞教室(市内全校合同)

### 第二学年
- 上級学校訪問
- 校外学習(職場体験・都内観光)

### 第三学年
- 修学旅行

## 部活

### 運動部
- サッカー部
- ソフトテニス部

- バドミントン部(男子・女子)
- バスケットボール部(男子・女子)
- バレーボール部(女子)
- 野球部
- 陸上部

### 文化部
- 合唱部
- 情報科学部
- ギター部

- 美術部

## 委員会活動
- 学級委員会(一年・二年・三年)
- 生活委員会
- 整美委員会
- 放送委員会
- 保健委員会
- 図書委員会

## 生徒会
「生徒会とは生徒による生徒のための会である」と生徒手帳に記載されている。